# Långagyl, Skåne
Långagyl är en sjö i Osby kommun i Skåne och ingår i Skräbeåns huvudavrinningsområde.